# ساكسو بنك
ساكسو بنك هو مصرف استثماري مقره الدنمارك ويتخصص في التجارة والاستثمار عبر الإنترنت. يعد بنك ساكسو واحداً من أفضل 25 بنك للعملات الأجنبية على مستوى العالم، وهو بنك متخصص في التجارة والاستثمار على الإنترنت في أسواق رأس المال العالمية عبر نطاق واسع من الأدوات المالية ومختلف فئات الأصول. وقد تأسس بنك ساكسو على يد كيم فورنيس ولارس سيير كريستنسن، وهما المديران التنفيذيان للبنك، في مدينة كوبنهاغن عام 1992. ويعمل بالبنك حاليا ما يزيد على 1300 موظف من 62 جنسية مختلفة، ويخدمون عملاء في أكثر من 180 دولة.

## لمحة عامة
إن ساكسو بنك هو مصرف استثمار دولي متخصص في التجارة والاستثمار عبر الإنترنت في الأسواق المالية العالمية، وهو يُمكِّن المستثمرين من القطاع الخاص والعملاء من المؤسسات من المتاجرة بالعملات الأجنبية وبالعقود مقابل الفروقات والصناديق الاستثمارية المتداولة في البورصة وبالأسهم وبالعقود المستقبلية وبعقود الخيار وغيرها من المشتقات المالية عبر منصات تداول إليكترونية حائزة على العديد من الجوائز. وبالإضافة إلى ذلك، يقدم ساكسو بنك إدارة مهنية للأوراق المالية والأموال.
وركَّز ساكسو بنك منذ انطلاقته على التكنولوجيا كعنصر حيوي ليكون تنافسياً في صناعة التداول عبر الإنترنت. الآن، وقد أصبح لديه عملاء في جميع أنحاء العالم تم الاعتراف بتميُّزه في الخدمات والتكنولوجيا. ويولي البنك أهمية قصوى لعملية حماية معلومات العميل وللأنظمة الداخلية لمراقبة وتنفيذ وإدارة الوقت الحقيقي بصورة آمنة. ويقوم فريق كبير من المهنيين ذوي الخبرة في تكنولوجيا المعلومات بالعمل الدؤوب للتأمين المحكم لمعلومات وأنظمة تشغيل ساكسو بنك.
ومنذ عام 1992 وساكسو بنك يعمل وسيطاً في أسواق المال العالمية وفي تجميع السيولة وإتاحة الوصول إلى البورصات في جميع أنحاء العالم وتوفير مجموعته القوية من المنتجات والمنصات لعملاء القطاع الخاص والمؤسسات والمصارف وشركات السمسرة

## الجوائز
نظراً لأن منصات ساكسو بنك تحظى بتقدير واسع على أدائها وميزاتها فإنها تفوز دائماً ببعض أرقى جوائز هذه الصناعة. وتمنح كل منصة من منصات سطح المكتب أو شبكة الإنترنت أو أجهزة الهاتف المحمول تجربة تداول فريدة من نوعها، وتهدف إلى إعطاء العملاء أفضلية في أسواق اليوم التي تتسم بسرعة الحركة. لقد حازت منصات ساكسو بنك على أكثر من 30 جائزة عالمية
ابرز الجوائز التي حصدها ساكسو بنك هي التالية:
1) للسنة الرابعة على التوالي، يحصد ساكسو بنك جائزة أفضل منصة تداول لعملاء التجزئة (جوائز الـ e-FX) والمدعومة من مجلةFX Week. بالإضافة للفوز بأفضل منصة تجزئة فقد تم التشييد بالسيولة الفائقة التي يقدمها البنك
2) فاز ساكسو بنك بجائزتين من «موني ام اوردز» (MoneyAM Awards) لعام 2012: الأفضل في العقود الآجلة على الإنترنت وخيارات العملات الأجنبية.
3) فاز ساكسو بنك، اختصاصي الاستثمار والتداول عبر الإنترنت، بجائزتين للنقد الأجنبي في وورلد فاينانس 2012 هذا العام. حصد ساكسو بنك جائزتي أفضل مقدم حلول معدلة الهوية وأفضل منصة للتداول عن طريق الهاتف المتحرك.
4) تمكن ساكسو بنك (دبي) ليمتد، أخصائي الاستثمار والتداول عن طريق الإنترنت، من الفوز بجائزة منتج «أفضل منصة فوركس للتداول» التي تمنحها بانكر ميدل إيست وتم تسليم الجائزة خلال حفل في أبراج الإمارات (2012).
5) فاز ساكسو بنك بأربعة جوائز في سوشيل فوركس اوردز 2011 (Social Forex Awards):
```
- «أفضل بنك إجتماعيا» لاستخدامه وسائل الاعلام الاجتماعية مثل الفايسبوك، تويتر، لينكد ين، الخ.
- «أفضل حملة اجتماعية»
- «أفضل ابتكار/ مبادرة اجتماعية»
- «أفضل بحث اجتماعي»
```

6) فاز ساكسو بنك بجائزة أفضل أدوات التداول الفعالة في مهرجان جوائز مجلة شيرز السنوية (2011).
7) فاز ساكسو بنك بجائزة «أفضل وسيط الفوركس في أوروبا الشمالية» و «أفضل مقدمي حلول العلامات البيضاء» في وورلد فاينانس 2011
8) حصد بنك ساكسو ما لا يقل عن ست جوائز في المسح السنوي للإتجار باليورو (فوركس) 2011. وقد تبوأ بنك ساكسو، المتخصص في تداول النقد والاستثمارات عبر الإنترنت، الصدارة في الفئات التالية التي تم التصويت عليها:
```
- أفضل تحسن في حجم الحصة الإجمالية للسوق (10-25 BT) مليار دولار أميركي 
- أفضل تحسن في حجم الحصة الإجمالية للسوق (5-10 BT) مليار دولار أميركي 
- الأفضل في سرعة التنفيذ
- الأفضل في مجال البحوث والتحليلات
- الأفضل في مجال الإدارة الفاعلة للمخاطر واستراتيجيات التنفيذ 
- الأفضل في مجال سير العمل المتكامل وحلول الامتثال
```

9) فاز ساكسو بنك بجائزة «أفضل منصة تداول عبر الإنترنت» من قبل مجلة شارز (Shares Magazine, 2010)
10) فاز ساكسو بنك بجائزة «أفضل مقدمي حلول العلامات البيضاء» في وورلد فاينانس 2010
11) عام 2009، يحصد ساكسو بنك جائزة أفضل منصة تداول لعملاء التجزئة والمدعومة من مجلة FX Week
12) عام 2009، يحصد ساكسو بنك على خمس جوائز من يورو موني أوردز (Euromoney awards)
13) عام 2008، حصد ساكسو بنك على جائزة أفضل منصة تداول لعملاء التجزئة
14) عام 2008، حصد ساكسو بنك على جائزة «أفضل منصة تجزئة» (جوائز الـ e-FX) والمدعومة من مجلةFX Week
15) عام 2008، يحصد ساكسو بنك جائزة «أفضل منصة تجزئة» من Profit & Loss Awards (UK)
16) عام 2008، سمي ساكسو بنك الاسرع نموا لخدمة متداولي الفوركس من قبل (Euromoney FX Poll)
17) عام 2008، صنَف ساكسو بنك «أفضل مزود خدمات فوركس في الدنمارك»